# Övervattnet, Ångermanland
Övervattnet är en sjö i Örnsköldsviks kommun i Ångermanland och ingår i Nätraåns huvudavrinningsområde. Sjön har en area på 0,221 kvadratkilometer och ligger 321 meter över havet. Sjön avvattnas av vattendraget Pärmsjöån.

## Delavrinningsområde
Övervattnet ingår i det delavrinningsområde (702774-159324) som SMHI kallar för Utloppet av Övervattnet. Medelhöjden är 338 meter över havet och ytan är 3,88 kvadratkilometer. Det finns inga avrinningsområden uppströms utan avrinningsområdet är högsta punkten. Pärmsjöån som avvattnar avrinningsområdet har biflödesordning 2, vilket innebär att vattnet flödar genom totalt 2 vattendrag innan det når havet efter 88 kilometer. Avrinningsområdet består mestadels av skog (66 procent) och sankmarker (24 procent). Avrinningsområdet har 0,22 kvadratkilometer vattenytor vilket ger det en sjöprocent på 5,7 procent.